# Hans Grieder
Hans Grieder   (Basilea, 12 de novembre de 1901 - 31 d'octubre de 1995) va ser un gimnasta artístic suís que va competir durant la dècada de 1920.
El 1924 va prendre part en els Jocs Olímpics de París, on disputà les nou proves del programa de gimnàstica. Guanyà la medalla de bronze en el concurs complet per equips, mentre en la resta de proves no destacà especialment, puix la dotzena posició en barres paral·leles va ser la millor posició obtinguda.
Quatre anys més tard, als Jocs d'Amsterdam, disputà les set proves del programa de gimnàstica. Guanyà la medalla d'or en el concurs complet per equips. En la resta de proves destaca la setena posició en la prova de barra fixa, mentre en les altres finalitzà més enllà de la desena posició.